# PSBS Biak
Persatuan Sepakbola Biak dan Sekitarnya, kurz PSBS Biak ist ein Fußballverein der Insel Biak in der Provinz Papua, Indonesien. Der Verein wurde 1968 gegründet, konnte aber bis dato noch keine nennenswerten Erfolge aufweisen.
Aktuell spielt der Verein in der zweithöchsten Liga des Landes, der Liga 2.  

## Erfolge
- Indonesischer Zweitligameister: 2023/24

## Stadion
Seine Heimspiele trägt der Verein im  15.000 Zuschauer fassenden Cendrawasih Stadion aus. 